# Pietro Trinchera
Pietro Trinchera (Napoli, 11 giugno 1707 – Napoli, 12 febbraio 1755) è stato un librettista italiano.
Figlio di un notaio, seguì inizialmente le orme del padre, attività che ben presto abbandonò a favore del teatro. Debuttò come autore teatrale nel 1726 con La moneca fauza ovvero La forza de lo sango, una commedia in napoletano, proseguendo con l'attività di librettista senza mai riuscire a raggiungere la notorietà. In seguito produsse molte altre commedie e numerosi libretti d'opera, i quali incontrarono i gusti del pubblico, ma furono spesso oggetto di censura, in quanto denunciatarie delle imposture e degli abusi perpetrati dal clero al fine di mantenere al giogo il popolo napoletano. Fu per questo condannato a sei mesi di carcere. Nel 1747 rilevò come impresario il Teatro dei Fiorentini, per il quale impegnò la dote della moglie Angela Maria Verusio sposata nel 1744. Condusse il teatro con alterne vicende fino al 1755, anno in cui l'impresa fallì e lui fu nuovamente rinchiuso nelle carceri di Ponte di Tappia, dove decise di uccidersi svenandosi.
Controversa è sempre stata la data di nascita di Trinchera, la quale è stata accertata all'11 giugno 1707 tramite il rinvenimento, ad opera della professoressa di Letteratura teatrale italiana dell'Università degli Studi di Napoli Giuseppina Scognamiglio, nell'Archivio Storico Diocesano di Napoli - Fondo matrimoni, dell'attestato di battesimo di Pietro Trinchera, allegato all'incartamento relativo alle nozze del drammaturgo.

## Libretti
- Li innamorate corrivate
- Le 'mbrogle p'ammore (musicato da Odoardo Carasali)
- La simpatia del sangue (musicato da Leonardo Leo)
- Don Pasquino (musicato da Giovan Gualberto Brunetti, 1735)
- Lo corrivo (musicato da Giovan Gualberto Brunetti, 1736)
- Lo secretista (musicato da Carlo Cecere, 1738)
- La rosa (musicato da Papebrochio Fungoni, 1738)
- L'amante impazzito (musicato da Matteo Capranica, 1738)
- Il barone Zampano (musicato da Nicola Antonio Porpora, 1739)
- La tavernola obenterosa (musicato da Carlo Cecere, 1741)
- Ciommella correvata (musicato da Nicola Bonifacio Logroscino, 1744)
- Le zite (musicato da Nicola Bonifacio Logroscino, 1745)
- Le fenziune abbenturate (musicato da Pietro Comes, 1745)
- La finta vedova (musicato da Niccolò Conforto, 1746)
- Il concerto (musicato da Gaetano Latilla, 1746)
- L'Emilia (basato su Lo castiello sacchejato di Francesco Oliva; musicato da Matteo Capranica, 1747)
- La vennegna (musicato da Pietro Comes, 1747)
- L'abate collarone (musicato da Domenico Fischietti, 1749)
- Il tutore 'nnammurato (musicato da Nicola Calandra, 1749)
- Il mercante innamorato (musicato da Antonio Corbisiero, 1750)
- L'Aurelio (basato su Alidoro di Gennaro Antonio Federico; musicato da Matteo Capranica, 1751)
- Lo finto innamorato (musicato da Antonio Corbisiero, 1751)
- Il finto cieco (musicato da Gioacchino Cocchi, 1752; musicato da Gaetano Andreozzi, 1791)
- Elmira generosa (musicato da Emanuele Balbera, 1753)

## Commedie
- La moneca fauza o La forza de lo sango, 1726
- La Gnoccolara ovvero lli nnammorate scorchigliate, 1733
- Notà Pettolone, 1748